# Pareumenes pictifrons
Pareumenes pictifrons är en stekelart som först beskrevs av Smith.  Pareumenes pictifrons ingår i släktet Pareumenes och familjen Eumenidae. Inga underarter finns listade i Catalogue of Life.